# Cophura igualae
Cophura igualae är en tvåvingeart som beskrevs av Pritchard 1943. Cophura igualae ingår i släktet Cophura och familjen rovflugor. Inga underarter finns listade i Catalogue of Life.